# バルボフィラム・ロビー
バルボフィラム・ロビー Bulbophyllum lobbii は、マメヅタラン属のラン科植物。本属の洋ランとしては古くから知られたものの一つである。

## 特徴
多年生の着生植物。根茎は太くて径0.6cmに達し、偽鱗茎は互いに3-8cmほど離れて着く。偽鱗茎は高さ3-5cm、幅2-3cm、卵形で先端に1枚の葉をつける。葉は革質で長さ25cm、幅7cmに達し、長楕円形、やや倒卵形気味。花茎は根茎の節や偽鱗茎の基部の節から生じ、長さ15cm、立ち上がって先端に花を1つだけ付ける。
開花期は春から夏。花茎は長さ15cm程で、直立し、先端に単一の花をつける。花は径6-10cm、ロウ質で香りを持つ。萼片と側花弁は広披針形から狭披針形で、普通は側花弁がより小さく、後方に反り返る。唇弁は短くて小さく、広い舌状で関節部で動くようになっており、微風にもよく揺れる。
学名は トーマス・ロブにちなむ。

## 分布と生育環境
ミャンマーからインドネシア、フィリピンにかけて分布。低地林から山地林の樹木に着生する。

## 利用
洋ランとして栽培される。この属では古くより知られたものであり、ジャワからエグゼクターに見本が送られたのは1846年のことである。古くから導入された系統は花全体が黄褐色単色のもので、後により変異のある系統が導入された。丈夫で栽培しやすく、花持ちもいいものとされている。